# Чемпионат мира по шорт-треку 1991
Чемпионат мира по шорт-треку 1991 года проходил 22 - 24 марта в Сидней (Австралия).

## Общий медальный зачёт
| Место | Страна           | Золото | Серебро | Бронза | Всего |
| ----- | ---------------- | ------ | ------- | ------ | ----- |
| 1     | Канада           | 4      | 3       | 1      | 8     |
| 2     | Великобритания   | 3      | 1       | 1      | 5     |
| 3     | Республика Корея | 2      | 1       | 1      | 4     |
| 4     | Китай            | 1      | 0       | 3      | 4     |
| 5     | Австралия        | 1      | 0       | 0      | 1     |
| 6     | Нидерланды       | 0      | 1       | 0      | 1     |
| 6     | Новая Зеландия   | 0      | 1       | 0      | 1     |
| 6     | СССР             | 0      | 1       | 0      | 1     |
| 6     | Япония           | 0      | 1       | 0      | 1     |
| 10    | Италия           | 0      | 0       | 3      | 3     |
| 11    | Бельгия          | 0      | 0       | 2      | 2     |

## Медалисты

### Мужчины
| Дисциплина | Золото                                                               | Серебро                                                           | Бронза                                                       |
| ---------- | -------------------------------------------------------------------- | ----------------------------------------------------------------- | ------------------------------------------------------------ |
| Многоборье | Уилф О'Рейли Великобритания                                          | Ким Ки Хун Республика Корея                                       | Ли Джун Хо Республика Корея Герт Бланшар Бельгия             |
| 500 м      | Ким Ки Хун Республика Корея Уилф О'Рейли Великобритания              | место не присуждалось                                             | Марк Лэки Канада                                             |
| 1000 м     | Уилф О'Рейли Великобритания                                          | Меттью Яспер Великобритания                                       | Герт Бланшар Бельгия                                         |
| 1500 м     | Ли Джун Хо Республика Корея                                          | Цутому Кавасаки Япония                                            | Хуго Херрнхоф Италия                                         |
| 3000 м     | Ким Ки Хун Республика Корея                                          | Герт Бланшар Бельгия                                              | Уилф О'Рейли Великобритания                                  |
| Эстафета   | Ричард Низельски Стивен Брэдбери Эндрю Мерта Киран Хансен Джонни Ках | Крис Николсон Майкл Макмиллен Эндрю Николсон Мэтью Биггс Том Смит | Уилф О'Рейли Никки Гуч Стюарт Хорспул Меттью Яспер Иен Эллис |

### Женщины
| Дисциплина | Золото                                                               | Серебро                                                     | Бронза                                                                                   |
| ---------- | -------------------------------------------------------------------- | ----------------------------------------------------------- | ---------------------------------------------------------------------------------------- |
| Многоборье | Натали Ламбер Канада                                                 | Сильви Дэгль Канада                                         | Чжан Яньмэй Китай                                                                        |
| 500 м      | Чжан Яньмэй Китай                                                    | Моник Велзебур Нидерланды                                   | Го Хунжу Китай                                                                           |
| 1000 м     | Сильви Дэгль Канада                                                  | Натали Ламбер Канада                                        | Го Хунжу Китай                                                                           |
| 1500 м     | Натали Ламбер Канада                                                 | Сильви Дэгль Канада                                         | Мария Роза Кандидо Италия                                                                |
| 3000 м     | Натали Ламбер Канада                                                 | Сильви Дэгль Канада                                         | Мария Роза Кандидо Италия                                                                |
| Эстафета   | Натали Ламбер Анджела Катроне Сильви Дэгль Иден Донателли Энни Перро | Марина Пылаева Юлия Власова Наталья Исакова Юлия Аллагулова | Мария Роза Кандидо Кристина Шиолла Габриэлла Монтедуро Маринелла Канклини Кетти Ла Торре |